# 영 쉘든
영 쉘든(Young Sheldon)은 2017년 9월부터 2024년 5월까지 미국 CBS을 통해 방영된 미국의 드라마이다.

## 등장 인물
- 이언 아미티지: 쉘든 역
- 조 페리: 메리 역
- 랜스 바버: 조지 시니어 역
- 애니 포츠: 코니 역
- 몬타나 조던: 조지 주니어 역
- 리건 리보드: 미시 쿠퍼 역